# Tomșani, Prahova
Tomșani là một xã thuộc hạt Prahova, România. Dân số thời điểm năm 2002 là 4625 người.